# قدریه
توان‌باوران (به عربی: قَدَریه) به گروهی از مسلمانان گفته می‌شود که کردارهای انسان را نتیجه توان خود او می‌دانند و نه سرنوشت از پیش‌نوشته‌شده خدایی و خداوند چیزی را نمی‌داند مگر بعد از وقوع آن. به باور توان‌باوران، انسان توانا بر کردار خویش است.
نخستین کسی که این دیدگاه را داشت سِنبویه اَسواری، از ایرانیان مسلمان‌شده بود.